# Cila (filha de Niso)
Cila (em grego clássico: Σκύλλα, transl. Skylla), na mitologia grega, foi uma [princesa, filha de Niso, rei de Mégara. Virgílio menciona a filha de Niso como sendo idêntica à mulher que tem monstros saindo dos quadris.
Niso era filho de Marte ou de Deion ou filho do rei ateniense Pandião II com Pylia, filha de Pylas. Um oráculo havia dito que Niso não morreria enquanto conservasse tiras de cabelo púrpura (vermelho vivo), escondidas em seu cabelo.
Niso era casado com Abrota, filha de Onchestus e irmã de Megareu,  mas os textos antigos não dizem se Abrota era mãe de Cila. Uma irmã de Cila era Ifinoé, filha de Niso, que se casou com Megareu.
Quando Minos, rei de Creta, atacou Mégara, durante sua guerra contra Atenas pelo assassinato de Androgeu, Cila apaixonou-se pelo rei estrangeiro, por instigação de Vênus. Para garantir a vitória de Minos, Cila cortou as madeixas púrpuras de Niso.
Depois de derrotar Niso e tomar Mégara, Minos, pensando que uma pessoa que trai o próprio pai não teria piedade de mais ninguém  e dizendo que Creta não poderia receber este tipo de criminoso, amarrou-a à proa de seu navio, matando a princesa por afogamento. Os deuses, apiedados dela, transformaram-na em poupa, condenado-a, eternamente, porém, a ser perseguida pelo pai, Niso, a quem os deuses converteram em água-pesqueira.
Segundo Higino, Cila lançou-se à água para evitar a perseguição, transformado-se num peixe, também neste mito Cila acaba eternamente perseguida pelo pai, convertido em águia-pesqueira.